# 10885 Horimasato
10885 Horimasato (1996 VE9) là một tiểu hành tinh vành đai chính được phát hiện ngày 7 tháng 11 năm 1996 bởi K. Endate và K. Watanabe ở Kitami. Nó được đặt tên cho Masato Hori.